# NGC 1355
NGC 1355 is een lensvormig sterrenstelsel in het sterrenbeeld Eridanus. Het hemelobject werd op 8 oktober 1864 ontdekt door de Duits-Deense astronoom Heinrich Louis d'Arrest.

## Synoniemen
- PGC 13169
- MCG -1-10-2